# Brassac (Tarn-et-Garonne)
Pour les articles homonymes, voir Brassac.
Brassac est une commune française située dans le nord-ouest du département de Tarn-et-Garonne, en région Occitanie.
Sur le plan historique et culturel, la commune est dans le Quercy Blanc, correspondant à la partie méridionale du Quercy, devant son nom à ses calcaires lacustres du Tertiaire.
Exposée à un climat océanique altéré, elle est drainée par la Séoune, l'Escornebœuf et par divers autres petits cours d'eau. La commune possède un patrimoine naturel remarquable composé de deux zones naturelles d'intérêt écologique, faunistique et floristique.
Brassac est une commune rurale qui compte 252 habitants en 2022, après avoir connu un pic de population de 1 227 habitants en 1836.  Ses habitants sont appelés les Brassacais ou  Brassacaises.

## Géographie

### Localisation
Commune située dans le Quercy sur la Séoune.

### Communes limitrophes
Les communes limitrophes sont  Bourg-de-Visa, Castelsagrat, Fauroux, Montjoi et Saint-Nazaire-de-Valentane.
| Bourg-de-Visa | Fauroux      |                            |
|               | Brassac      | Saint-Nazaire-de-Valentane |
| Montjoi       | Castelsagrat |                            |

### Hydrographie

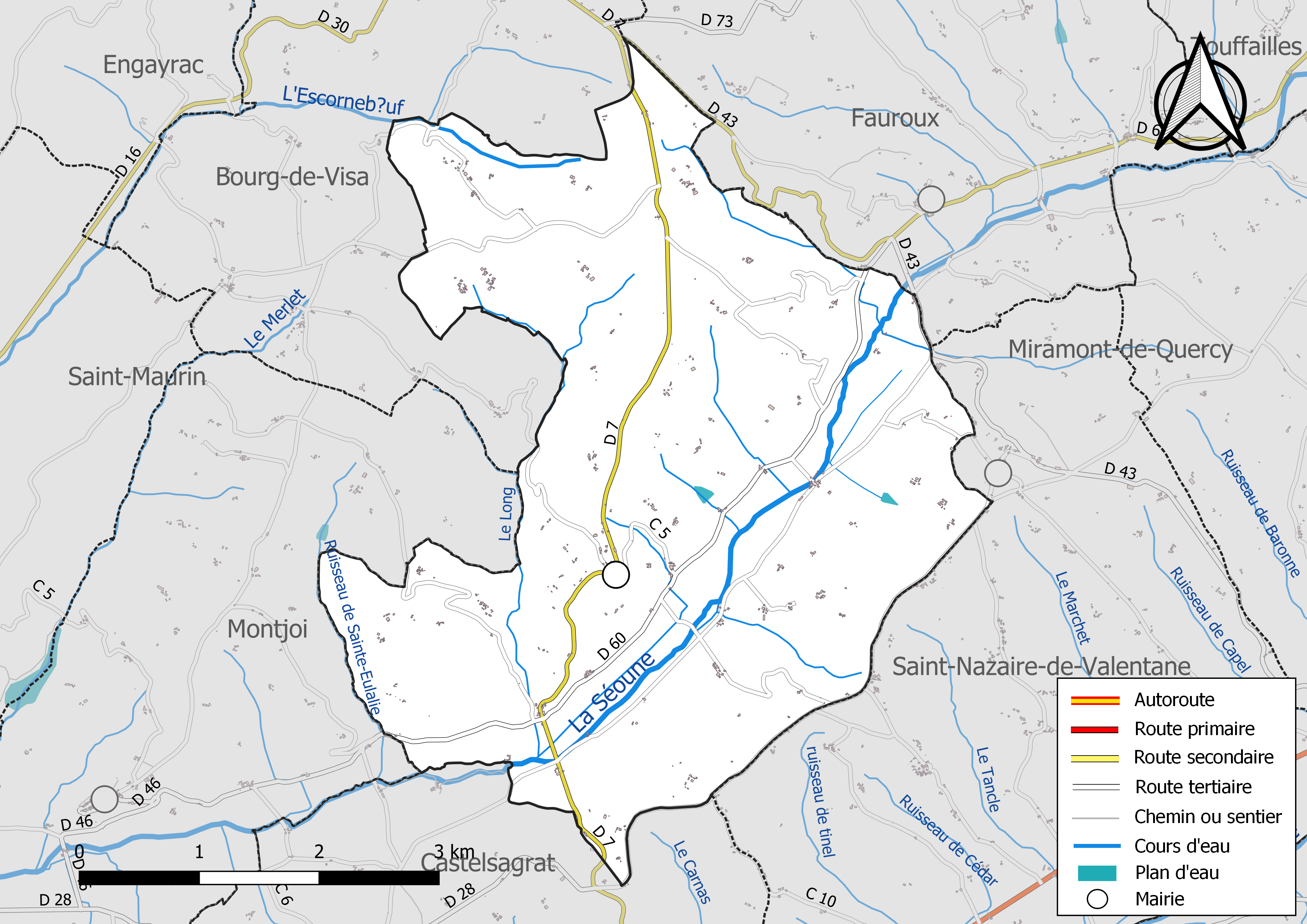
Réseaux hydrographique et routier de Brassac.

La commune est dans le bassin versant de la Garonne, au sein du bassin hydrographique Adour-Garonne. Elle est drainée par la Séoune, l'Escornebœuf, un bras de la Séoune, le Long, le ruisseau de Sainte-Eulalie et par divers petits cours d'eau, constituant un réseau hydrographique de 21 km de longueur totale,.
La Séoune, d'une longueur totale de 64,9 km, prend sa source dans la commune de Sauzet et s'écoule du nord-est au sud-ouest. Elle traverse la commune et se jette dans la Garonne à Sauveterre-Saint-Denis, après avoir traversé 24 communes.
L'Escornebœuf, d'une longueur totale de 11,1 km, prend sa source dans la commune et s'écoule du nord-est au sud-ouest. Il traverse la commune et se jette dans la Séoune à Perville, après avoir traversé 5 communes.

### Climat
Pour des articles plus généraux, voir Climat de l'Occitanie et Climat de Tarn-et-Garonne.
En 2010, le climat de la commune est de type climat du Bassin du Sud-Ouest, selon une étude du Centre national de la recherche scientifique s'appuyant sur une série de données couvrant la période 1971-2000. En 2020, Météo-France publie une typologie des climats de la France métropolitaine dans laquelle la commune est exposée à un climat océanique altéré et est dans la région climatique Aquitaine, Gascogne, caractérisée par une pluviométrie abondante au printemps, modérée en automne, un faible ensoleillement au printemps, un été chaud (19,5 °C), des vents faibles, des brouillards fréquents en automne et en hiver et des orages fréquents en été (15 à 20 jours).
Pour la période 1971-2000, la température annuelle moyenne est de 12,9 °C, avec une amplitude thermique annuelle de 16 °C. Le cumul annuel moyen de précipitations est de 780 mm, avec 10,9 jours de précipitations en janvier et 6,4 jours en juillet. Pour la période 1991-2020, la température moyenne annuelle observée sur la station météorologique de Météo-France la plus proche, « Valence », sur la commune de Valence à 13 km à vol d'oiseau, est de 14,3 °C et le cumul annuel moyen de précipitations est de 747,3 mm. 
La température maximale relevée sur cette station est de 43 °C, atteinte le 12 août 2003 ; la température minimale est de −13,7 °C, atteinte le 9 février 2012,,.
Les paramètres climatiques de la commune ont été estimés pour le milieu du siècle (2041-2070) selon différents scénarios d'émission de gaz à effet de serre à partir des nouvelles projections climatiques de référence DRIAS-2020. Ils sont consultables sur un site dédié publié par Météo-France en novembre 2022.

### Milieux naturels et biodiversité

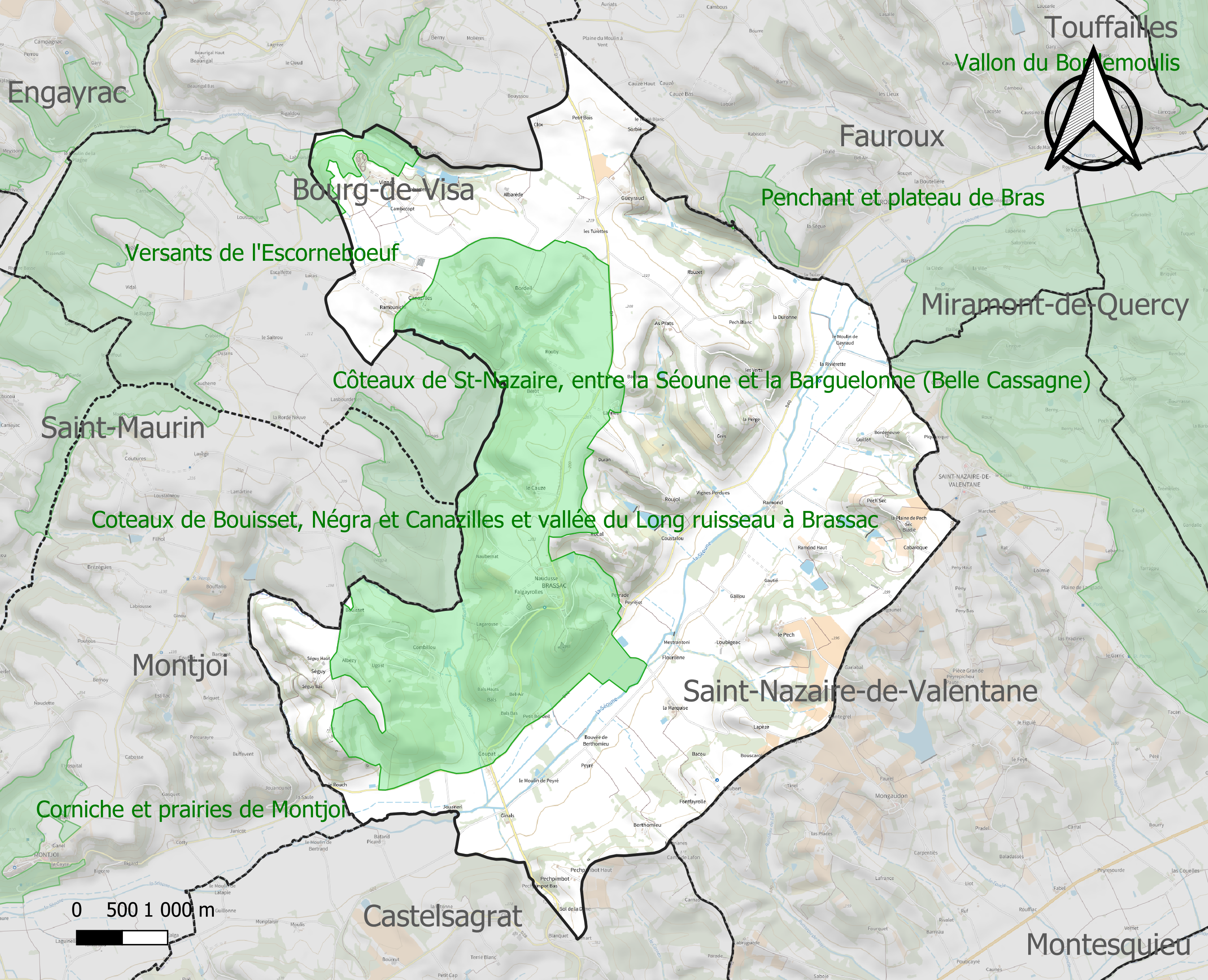
Carte des ZNIEFF de type 1 localisées sur la commune.

L’inventaire des zones naturelles d'intérêt écologique, faunistique et floristique (ZNIEFF) a pour objectif de réaliser une couverture des zones les plus intéressantes sur le plan écologique, essentiellement dans la perspective d’améliorer la connaissance du patrimoine naturel national et de fournir aux différents décideurs un outil d’aide à la prise en compte de l’environnement dans l’aménagement du territoire.
Deux ZNIEFF de type 1 sont recensées sur la commune :
les « coteaux de Bouisset, Négra et Canazilles et vallée du Long ruisseau à Brassac » (695 ha), couvrant 3 communes du département, et 
les « versants de l'Escorneboeuf » (403 ha), couvrant 5 communes dont deux dans le Lot-et-Garonne et trois dans le Tarn-et-Garonne.

## Urbanisme

### Typologie
Au 1er janvier 2024, Brassac est catégorisée commune rurale à habitat très dispersé, selon la nouvelle grille communale de densité à sept niveaux définie par l'Insee en 2022.
Elle est située hors unité urbaine et hors attraction des villes,.

### Occupation des sols
L'occupation des sols de la commune, telle qu'elle ressort de la base de données européenne d’occupation biophysique des sols Corine Land Cover (CLC), est marquée par l'importance des territoires agricoles (90,6 % en 2018), une proportion identique à celle de 1990 (90,6 %). La répartition détaillée en 2018 est la suivante : 
terres arables (45,3 %), prairies (26,6 %), zones agricoles hétérogènes (17,2 %), forêts (9,4 %), cultures permanentes (1,5 %). L'évolution de l’occupation des sols de la commune et de ses infrastructures peut être observée sur les différentes représentations cartographiques du territoire : la carte de Cassini (XVIIIe siècle), la carte d'état-major (1820-1866) et les cartes ou photos aériennes de l'IGN pour la période actuelle (1950 à aujourd'hui).

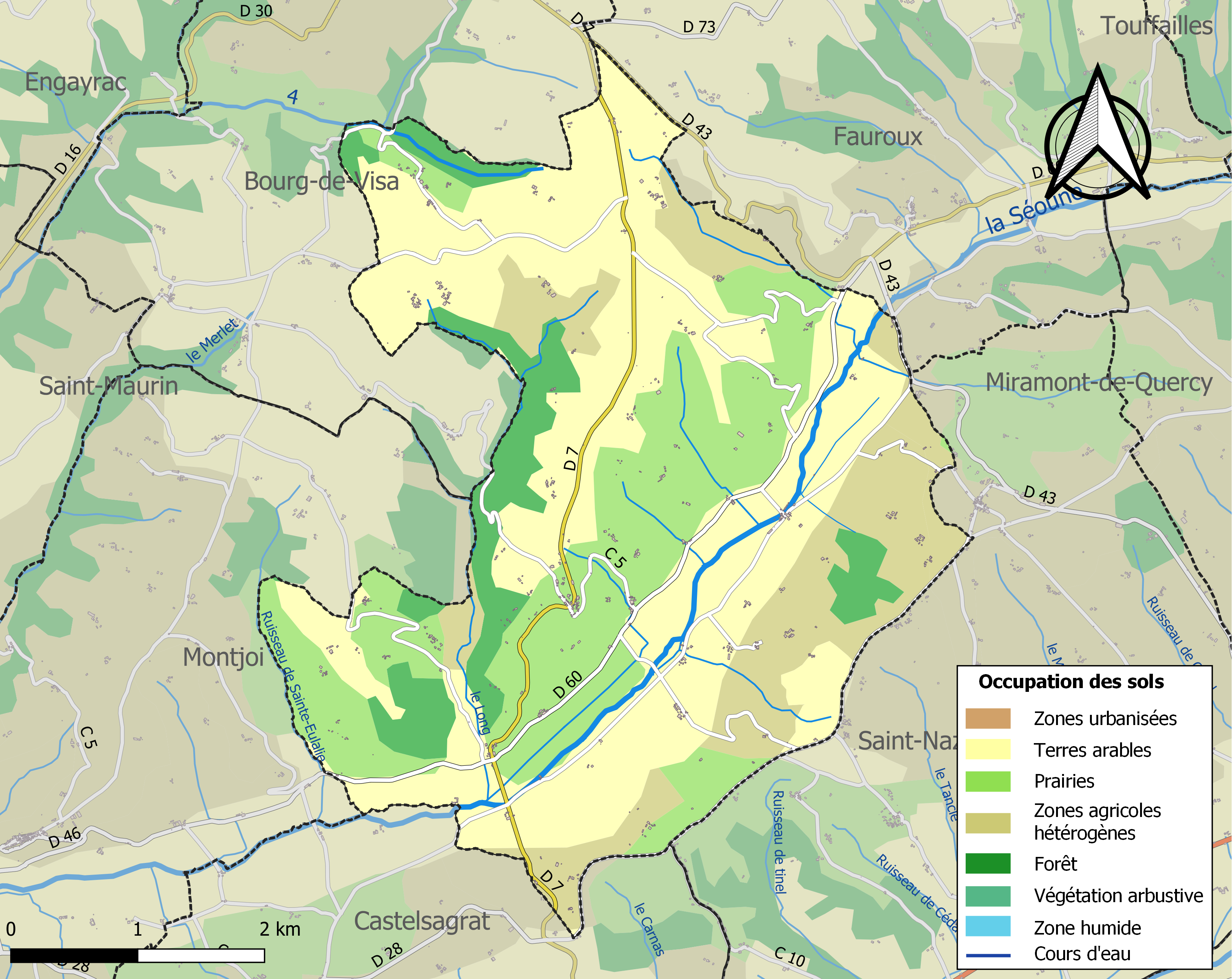
Carte des infrastructures et de l'occupation des sols de la commune en 2018 (CLC).

### Risques majeurs
Le territoire de la commune de Brassac est vulnérable à différents aléas naturels : météorologiques (tempête, orage, neige, grand froid, canicule ou sécheresse), inondations, mouvements de terrains et séisme (sismicité très faible). Il est également exposé à deux risques technologiques,  le transport de matières dangereuses et le risque nucléaire. Un site publié par le BRGM permet d'évaluer simplement et rapidement les risques d'un bien localisé soit par son adresse soit par le numéro de sa parcelle.

#### Risques naturels
Certaines parties du territoire communal sont susceptibles d’être affectées par le risque d’inondation par débordement de cours d'eau, notamment la Séoune et l'Escornebœuf. La cartographie des zones inondables en ex-Midi-Pyrénées réalisée dans le cadre du XIe Contrat de plan État-région, visant à informer les citoyens et les décideurs sur le risque d’inondation, est accessible sur le site de la DREAL Occitanie. La commune a été reconnue en état de catastrophe naturelle au titre des dommages causés par les inondations et coulées de boue survenues en 1982, 1996, 1999 et 2007,.
Brassac est exposée au risque de feu de forêt. Le département de Tarn-et-Garonne présentant toutefois globalement un niveau d’aléa moyen à faible très localisé, aucun Plan départemental de protection des forêts contre les risques d’incendie de forêt (PFCIF) n'a été élaboré. Le débroussaillement aux abords des maisons constitue l’une des meilleures protections pour les particuliers contre le feu,.

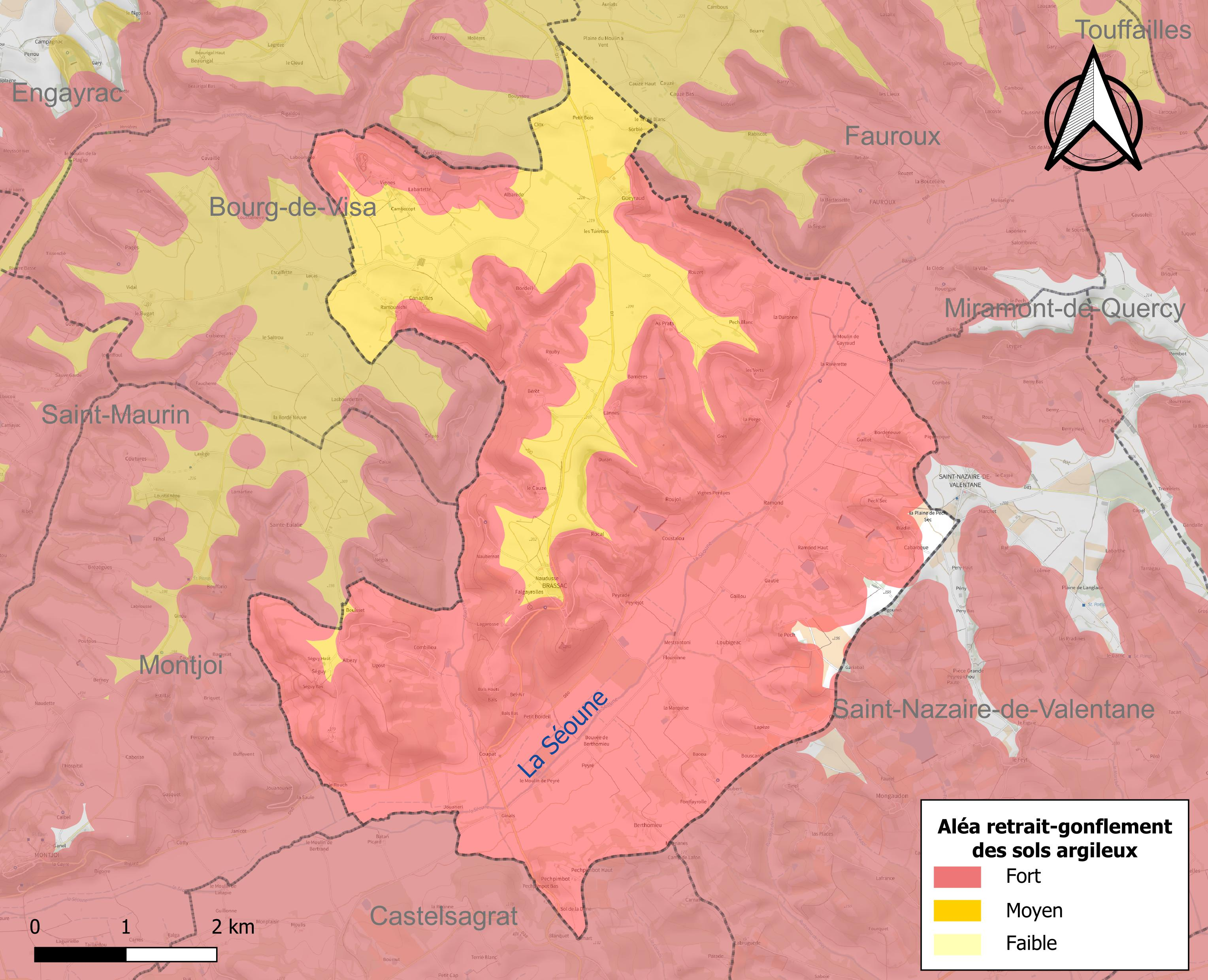
Carte des zones d'aléa retrait-gonflement des sols argileux de Brassac.

Les mouvements de terrains susceptibles de se produire sur la commune sont des tassements différentiels.
Le retrait-gonflement des sols argileux est susceptible d'engendrer des dommages importants aux bâtiments en cas d’alternance de périodes de sécheresse et de pluie. 98,8 % de la superficie communale est en aléa moyen ou fort (92 % au niveau départemental et 48,5 % au niveau national). Sur les 197 bâtiments dénombrés sur la commune en 2019, 196 sont en aléa moyen ou fort, soit 99 %, à comparer aux 96 % au niveau départemental et 54 % au niveau national. Une cartographie de l'exposition du territoire national au retrait gonflement des sols argileux est disponible sur le site du BRGM,.
Par ailleurs, afin de mieux appréhender le risque d’affaissement de terrain, l'inventaire national des cavités souterraines permet de localiser celles situées sur la commune.
Concernant les mouvements de terrains, la commune a été reconnue en état de catastrophe naturelle au titre des dommages causés par la sécheresse en 1989, 2003 et 2012 et par des mouvements de terrain en 1999.

#### Risques technologiques
Le risque de transport de matières dangereuses sur la commune est lié à sa traversée par des infrastructures routières ou ferroviaires importantes ou la présence d'une canalisation de transport d'hydrocarbures. Un accident se produisant sur de telles infrastructures est susceptible d’avoir des effets graves sur les biens, les personnes ou l'environnement, selon la nature du matériau transporté. Des dispositions d’urbanisme peuvent être préconisées en conséquence.
En cas d’accident grave, certaines installations nucléaires sont susceptibles de rejeter dans l’atmosphère de l’iode radioactif. La commune étant située dans le périmètre de sûreté de 20 km autour de la centrale nucléaire de Golfech, elle est exposée au risque nucléaire. En cas d'accident nucléaire, une alerte est donnée par différents médias (sirène, sms, radio, véhicules). Dès l'alerte, les personnes habitant dans le périmètre de 2 km se mettent à l'abri. Les personnes habitant dans le périmètre de 20 km peuvent être amenées, sur ordre du préfet, à évacuer et ingérer des comprimés d'iode,,.

## Histoire
Le château de Brassac est l'un des plus importants des environs, grâce à son excellente position défensive au sommet de pentes raides, et à sa situation à la limite entre l'Agenais et le Quercy. Son importance est attestée dès le XIIe siècle, c'était une baronnie.
Il appartenait alors aux Planels, vassaux du duc d'Aquitaine mais établis sur les terres du comte de Toulouse, qui en devint propriétaire avant 1190. Une histoire mouvementée le fit alors passer aux mains des Anglais puis à nouveau au comte de Toulouse en 1200, puis encore du côté anglais.
Bertrand de Galard, fils d'Eléonore d'Armagnac, fit hommage au roi Henri II d'Angleterre en 1266 et 1291 pour ce château. À partir de là la famille de Galard de Brassac s'allia avec les principales familles des environs.
En 1508 François de Galard de Brassac épouse Jeanne de Béarn. Leur descendance prend le nom de Galard de Béarn de Brassac, le château de Brassac n'étant qu'une des multiples possessions de cette famille.
Le château est de nos jours une imposante demeure reconstruite aux XVe et XVIe siècles, qu'il est possible de visiter.

## Héraldique
| Blason de Brassac | Blason  | Tranché : au 1) d’or à la corneille de sable becquée et membrée de gueules, au 2) d’argent au carreau de jeu de carte de gueules ; à la bande de gueules chargée en chef d’une croisette cléchée, vidée et pommetée de douze pièces d’or à plomb et en pointe d’une gerbe de blé aussi d’or liée de sinople à plomb. |
| Blason de Brassac | Détails | Le statut officiel du blason reste à déterminer. |

## Politique et administration
| Période                                  | Période  | Identité             | Étiquette | Qualité |
| ---------------------------------------- | -------- | -------------------- | --------- | ------- |
| avant 1981                               | ?        | André Messines       | MRG       |         |
| mars 2001                                | 2020     | Jean-Claude Ajas     | PRG       |         |
| 2020                                     | En cours | Jean-Pierre Flourens |           |         |
| Les données manquantes sont à compléter. |          |                      |           |         |

## Démographie
L'évolution du nombre d'habitants est connue à travers les recensements de la population effectués dans la commune depuis 1793. Pour les communes de moins de 10 000 habitants, une enquête de recensement portant sur toute la population est réalisée tous les cinq ans, les populations de référence des années intermédiaires étant quant à elles estimées par interpolation ou extrapolation. Pour la commune, le premier recensement exhaustif entrant dans le cadre du nouveau dispositif a été réalisé en 2007.

En 2022, la commune comptait 252 habitants, en stagnation par rapport à 2016 (Tarn-et-Garonne : +3,12 %, France hors Mayotte : +2,11 %).
| 1793  | 1800  | 1806  | 1821  | 1831  | 1836  | 1841  | 1846  | 1851  |
| ----- | ----- | ----- | ----- | ----- | ----- | ----- | ----- | ----- |
| 1 116 | 1 107 | 1 085 | 1 110 | 1 194 | 1 227 | 1 170 | 1 204 | 1 200 |

| 1856  | 1861  | 1866 | 1872 | 1876 | 1881 | 1886 | 1891 | 1896 |
| ----- | ----- | ---- | ---- | ---- | ---- | ---- | ---- | ---- |
| 1 121 | 1 050 | 998  | 954  | 881  | 830  | 816  | 723  | 716  |

| 1901 | 1906 | 1911 | 1921 | 1926 | 1931 | 1936 | 1946 | 1954 |
| ---- | ---- | ---- | ---- | ---- | ---- | ---- | ---- | ---- |
| 648  | 646  | 608  | 535  | 544  | 528  | 507  | 492  | 424  |

| 1962 | 1968 | 1975 | 1982 | 1990 | 1999 | 2006 | 2007 | 2012 |
| ---- | ---- | ---- | ---- | ---- | ---- | ---- | ---- | ---- |
| 433  | 368  | 315  | 307  | 261  | 248  | 263  | 265  | 256  |

| 2017 | 2022 | - | - | - | - | - | - | - |
| ---- | ---- | - | - | - | - | - | - | - |
| 248  | 252  | - | - | - | - | - | - | - |

## Économie

### Revenus
En 2018, la commune compte 113 ménages fiscaux, regroupant 247 personnes. La médiane du revenu disponible par unité de consommation est de 18 260 € (20 140 € dans le département).

### Emploi
|                | 2008   | 2013   | 2018   |
| -------------- | ------ | ------ | ------ |
| Commune        | 10,5 % | 6 %    | 7,7 %  |
| Département    | 8,4 %  | 10,2 % | 10,3 % |
| France entière | 8,3 %  | 10 %   | 10 %   |

En 2018, la population âgée de 15 à 64 ans s'élève à 140 personnes, parmi lesquelles on compte 81 % d'actifs (73,2 % ayant un emploi et 7,7 % de chômeurs) et 19 % d'inactifs,. En  2018, le taux de chômage communal (au sens du recensement) des 15-64 ans est inférieur à celui de la France et du département, alors qu'en 2008 la situation était inverse.
La commune est hors attraction des villes,. Elle compte 61 emplois en 2018, contre 51 en 2013 et 44 en 2008. Le nombre d'actifs ayant un emploi résidant dans la commune est de 104, soit un indicateur de concentration d'emploi de 58,7 % et un taux d'activité parmi les 15 ans ou plus de 54,2 %.
Sur ces 104 actifs de 15 ans ou plus ayant un emploi, 41 travaillent dans la commune, soit 39 % des habitants. Pour se rendre au travail, 71,4 % des habitants utilisent un véhicule personnel ou de fonction à quatre roues, 3,8 % les transports en commun, 8,6 % s'y rendent en deux-roues, à vélo ou à pied et 16,2 % n'ont pas besoin de transport (travail au domicile).

### Activités hors agriculture
19 établissements sont implantés  à Brassac au 31 décembre 2019.
Le secteur du commerce de gros et de détail, des transports, de l'hébergement et de la restauration est prépondérant sur la commune puisqu'il représente 26,3 % du nombre total d'établissements de la commune (5 sur les 19 entreprises implantées  à Brassac), contre 29,7 % au niveau départemental.

### Agriculture
La commune est dans le pays de Serres, une petite région agricole située dans le nord-ouest du département de Tarn-et-Garonne. En 2020, l'orientation technico-économique de l'agriculture  sur la commune est la polyculture et/ou le polyélevage. 
|               | 1988  | 2000 | 2010 | 2020  |
| ------------- | ----- | ---- | ---- | ----- |
| Exploitations | 54    | 40   | 25   | 22    |
| SAU (ha)      | 1 287 | 952  | 850  | 1 011 |

Le nombre d'exploitations agricoles en activité et ayant leur siège dans la commune est passé de 54 lors du recensement agricole de 1988  à 40 en 2000 puis à 25 en 2010 et enfin à 22 en 2020, soit une baisse de 59 % en 32 ans. Le même mouvement est observé à l'échelle du département qui a perdu pendant cette période 57 % de ses exploitations,. La surface agricole utilisée sur la commune a également diminué, passant de 1 287 ha en 1988 à 1 011 ha en 2020. Parallèlement la surface agricole utilisée moyenne par exploitation a augmenté, passant de 24 à 46 ha.

## Culture locale et patrimoine

### Lieux et monuments

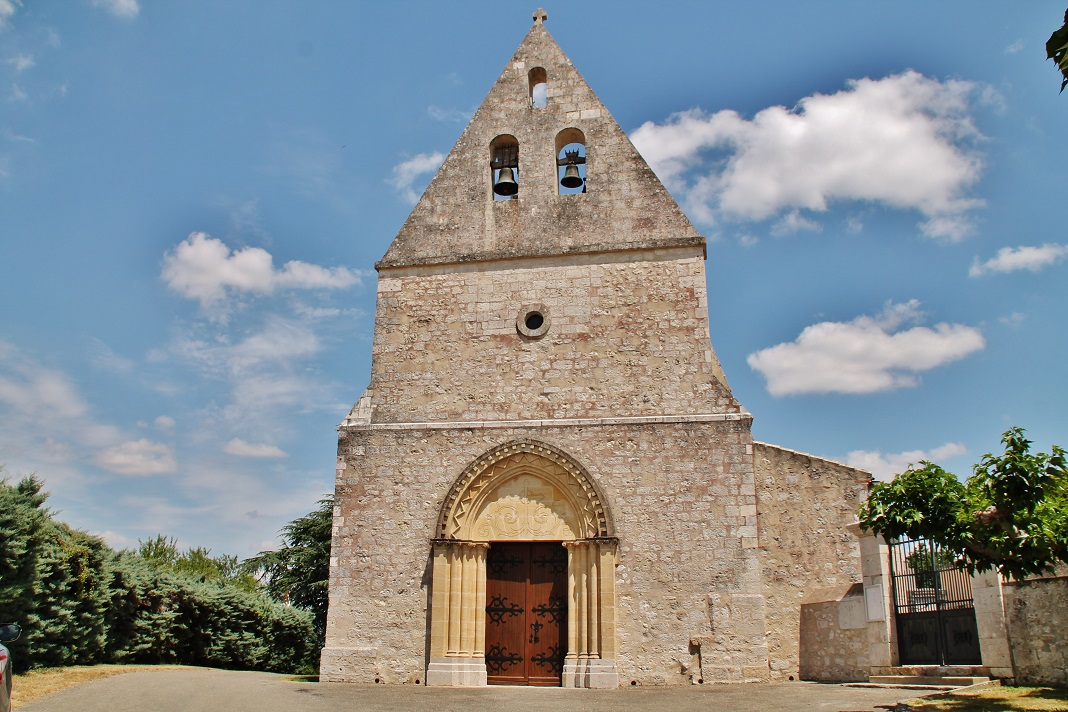
L'église Saint-Séverin.

- L'Église paroissiale Saint-Séverin de Brassac. L'édifice a été inscrit au titre des monuments historiques en 1979[37].
- Le Château de Brassac

### Personnalités liées à la commune
Habitant le moulin de Jouenery depuis 1970, le chanteur de charme André Claveau est inhumé à Brassac en 2003.

## Pour approfondir